# Akita (stad)
Akita (Japans: 秋田市, Akita-shi) is de hoofdstad van de gelijknamige prefectuur Akita. De stad bevindt zich in het noordwesten van het eiland Honshu, Japan. Akita grenst aan de Japanse Zee en is een belangrijke haven. Begin 2018 had de stad ruim 300.000 inwoners. De oppervlakte van de stad is 906,07 km².

## Geschiedenis
Akita was in de achtste eeuw reeds een belangrijke vesting.
De stad Akita werd gesticht op 1 april 1889. In april 1941 werd de stad voor de eerste maal uitgebreid met de gemeenten Tsuchizakiminato,Terauchi, Hiroyamada en Araya. In oktober 1954 werden er opnieuw 12 omliggende gemeenten toegevoegd bij de stad.
Op 1 april 1997 verkreeg Akita het statuut van kernstad. Op 11 januari 2005 werd de stad voor een laatste maal uitgebreid. Het voormalige district Kawabe dat bestond uit de gemeenten Kawabe en Yuwa werd aangehecht bij de stad Akita.

## Economie
Akita ligt vlak bij de belangrijkste olievelden van Japan. De belangrijkste industrieën zijn olieraffinage, hout- en metaalbewerking en de productie van zijde.
Vlak bij Akita lag van 1956 en 1962 een lanceerbasis waarvan een groot aantal onderzoeksraketten van het type Kappa werden gelanceerd.
Op zo'n 20 km ten noorden van de stad ligt Hachirogata, een polder die met Nederlandse kennis is drooggelegd. Het diepste punt van de polder ligt op 4,0 meter onder zeeniveau, waarmee dit het laagste punt van Japan is.

## Verkeer en vervoer

### Auto
Akita ligt aan de autowegen 7, 13 en 341.

### Trein
- East Japan Railway Company
  - Akita Shinkansen: Station Akita
  - Ou-lijn: stations Obarino, Wada, Yotsugoya,Akita, Tsuchizaki, Kami-Iijima, Oiwake
  - Oga-lijn: station Oiwake
  - Uetsu-lijn: stations Katsurane, Araya, Ugo-Ushijima, Akita

### Haven
- De haven van Akita

### Luchthaven
- Luchthaven Akita

## Stedenbanden
Akita heeft een stedenband met
- Lanzhou in China (5 augustus 1982)
- Passau in Duitsland (8 april 1984)
- Kenai Peninsula Borough (Alaska) in de Verenigde Staten (22 januari 1992)
- Vladivostok in Rusland (29 juni 1992)

Zustersteden in Japan:
- Hitachiota in Japan (12 juli 1977)
- Daigo in Japan

## Geboren in Akita
- Masamichi Amano (componist)
- Yukio Endo (turner)
- Yo Goto (componist)
- Takayuki Matsumiya (atleet)

## Aangrenzende steden
- Daisen
- Katagami
- Yurihonjo
- Kitaakita
- Senboku

Steden:
Akita (hoofdstad) ·
Daisen ·
Katagami ·
Kazuno ·
Kitaakita ·
Nikaho ·
Noshiro ·
Oga ·
Odate ·
Senboku ·
Yokote ·
Yurihonjo ·
Yuzawa ·

Districten:
Kazuno ·
Kitaakita ·
Minamiakita ·
Ogachi ·
Senboku ·
Yamamoto
Gemeenten per district
Akita · Amagasaki · Aomori · Asahikawa · Fukuyama · Funabashi · Gifu · Hakodate · Higashiosaka · Himeji · Iwaki · Kagoshima · Kanazawa · Kashiwa · Kawagoe · Kōchi · Koriyama · Kurashiki · Kurume · Maebashi · Matsuyama · Miyazaki · Morioka · Nagano · Nagasaki · Nara · Nishinomiya · Ōita · Okazaki · Otsu · Sagamihara · Shimonoseki · Takamatsu · Takasaki · Takatsuki · Toyama · Toyohashi · Toyonaka · Toyota · Utsunomiya · Wakayama · Yokosuka